# Индерское месторождение
Индерское месторождение боратов (каз. Индер борат кен орны) — месторождение минералов бора в Индерском районе Атырауской области Казахстана, в 18 километрах к востоку от посёлка Индерборский.

## История
Месторождение было открыто в 1932 году, разработка началась в 1934 году. Площадь разработки около 250 км2.
Это крупнейшее месторождение боратов на территории бывшего Советского Союза.

## Описание
Тектоническая структура Индерского месторождения — сопряженная с Каспийским морем — впадина. Руды сконцентрированы в Индерском соляном куполе, являющемся одной из структур Кенгирского соленосного бассейна (раннепермский период).
Минералы бора сформированы в соленосных слоях. Рудные тела имеют форму линз, слоев и ячеек. Глубина залегания 50—65 метров. Руда бора состоит из ряда минералов: гидроборацита, ашарита, индерборита (назван по имени месторождения), преображенскита и других; кислотность бора 5—29 %.
В настоящее время месторождение разрабатывается АО «Индербор».